# Isla del Centro
La isla del Centro (en inglés: Centre Island) forma parte de las islas Malvinas. Se ubica en la bahía del Aceite, al norte de la bahía de la Maravilla, entre las penínsulas San Luis y Olivieri de la isla Soledad. Es un lugar de cría de focas, incluyendo elefantes marinos y lobos marinos.